# David Moravec
David Moravec (* 24. března 1973 Opava) je bývalý český hokejový útočník a trenér. Působí jako spolukomentátor hokejových zápasů v České televizi a jako asistent trenéra v klubu HC Energie Karlovy Vary. V roce 2022 byl uveden do Síně slávy českého hokeje.

## Hráčská kariéra
První zápas v české extralize si odbyl v sezóně 1994-95 za tým HC Vítkovice. V roce 1998 byl vybraný v osmém kole draftu NHL Buffalem na celkově 218. místě. Jediné utkání za Sabres absolvoval v sezóně 1999-00, kdy 2. října 1999 nastoupil na ledě Detroitu. V kariéře poté pokračoval ve Vítkovicích.
V roce 2001 svým gólem na mistrovství světa českému národnímu týmu zajistil zlatou medaili i zlatý hattrick.
Sezónu 2003-04 nastoupil v ruské superlize za tým Lokomotiv Jaroslavl. Následující však opět strávil ve Vítkovicích. Na následující dvě sezóny přestoupil do Plzně. Poté následně odcestoval do Švédska, kde prošel týmem Malmö Redhawks. V další sezóně prošel finským týmem HPK Hameenlinna a německým týmem Wolfsburg Grizzly Adams, než se nakonec opět vrátil do extraligového Třince. Sezónu 2009/10 odešel na hostování do druhé nejvyšší české soutěže do týmu HC Havířov Panthers, kde odehrál 15 zápasů. Poté, co se tým dostal do finanční krize, musel tým předčasně ukončit sezónu a poslal Moravce na hostování do konce ledna do Hokej Šumperk 2003. V Šumperku odehrál sedm zápasů, ve kterých nasbíral rovněž sedm bodů, pak přestoupil do Slovenské ligy do týmu MHk 32 Liptovský Mikuláš, kde dohrál sezónu. Sezónu 2010/11 začal ve Slovenské lize v týmu HK Ardo Nitra, kde v 11 zápasech získal 3 body. Poté se ho tým zbavil a bez angažmá se vrátil zpět do vlasti, kde se dohodl s týmem HC Plus Oil Orlová na hostování. V Orlové zůstal až do konce sezóny a s týmem postoupili do playoff, kde se probojovali až do finále, ale prohráli s favorizovaným týmem Hokej Šumperk 2003. Po sezóně se dostal Orlovský klub do finančních problémů a aby se mohli vrátit do 2. ligy, propůjčili licenci na 2. ligu týmu HC Plus Oil Karviná, kde byl následně propůjčen.

## Ocenění a úspěchy
- 1998 ČHL - Nejlepší střelec
- 1998 ČHL - Nejproduktivnější hráč
- 2001 MS - Nejužitečnější hráč
- 2001 MS - Vítězný gól
- 2003 ČHL/SHL - Utkání hvězd české a slovenské extraligy
- 2003 ČHL - Nejlepší střelec v přesilových hrách
- 2006 ČHL/SHL - Utkání hvězd české a slovenské extraligy
- 2006 Postup s týmem Malmö Redhawks do SEL
- 2012 2.ČHL - (Východ) Nejlepší nahrávač
- 2012 2.ČHL - (Východ) Nejproduktivnější hráč
- 2012 2.ČHL - První All Stars Tým Východ [5]
- 2022 Uveden do Síně slávy českého hokeje.

## Prvenství

### ČHL
- Debut – 23. září 1994 (HC Pardubice proti HC Vítkovice)
- První asistence – 30. září 1994 (HC Dadák Vsetín proti HC Vítkovice)
- První gól – 30. října 1994 (HC Slavia Praha proti HC Vítkovice, brankáři Marku Říhovi)
- První hattrick – 5. ledna 1997 (HC ZPS Barum Zlín proti HC Vítkovice)

### NHL
- Debut - 2. října 1999 (Detroit Red Wings proti Buffalo Sabres)

## Klubová statistika
| Sezóna       | Klub                     | Soutěž       |     | Základní část | Základní část | Základní část | Základní část | Základní část |    | Play off | Play off | Play off | Play off | Play off |
| Sezóna       | Klub                     | Soutěž       | Z   | G             | A             | B             | TM            | Z             | G  | A        | B        | TM       |          |          |
| 1994/1995    | HC Vítkovice             | ČHL          | 44  | 5             | 20            | 25            | 0             | 6             | 1  | 7        | 8        | 0        |          |          |
| 1995/1996    | HC Vítkovice             | ČHL          | 37  | 6             | 5             | 11            | 14            | 4             | 0  | 0        | 0        | 4        |          |          |
| 1996/1997    | HC Vítkovice             | ČHL          | 52  | 18            | 22            | 40            | 30            | 9             | 6  | 3        | 9        | 0        |          |          |
| 1997/1998    | HC Vítkovice             | ČHL          | 51  | 38            | 26            | 64            | 28            | 11            | 6  | 9        | 15       | 8        |          |          |
| 1998/1999    | HC Vítkovice             | ČHL          | 50  | 21            | 22            | 43            | 44            | 4             | 1  | 1        | 2        | 0        |          |          |
| 1999/2000    | Buffalo Sabres           | NHL          | 1   | 0             | 0             | 0             | 0             | —             | —  | —        | —        | —        |          |          |
| 1999/2000    | HC Vítkovice             | ČHL          | 38  | 11            | 18            | 29            | 34            | —             | —  | —        | —        | —        |          |          |
| 2000/2001    | HC Vítkovice             | ČHL          | 51  | 15            | 20            | 35            | 34            | 10            | 4  | 6        | 10       | 4        |          |          |
| 2001/2002    | HC Vítkovice             | ČHL          | 46  | 18            | 26            | 44            | 32            | 14            | 7  | 7        | 14       | 2        |          |          |
| 2002/2003    | HC Vítkovice             | ČHL          | 52  | 18            | 35            | 53            | 50            | 6             | 2  | 1        | 3        | 4        |          |          |
| 2003/2004    | Lokomotiv Jaroslavl      | RSL          | 58  | 7             | 21            | 28            | 30            | 3             | 0  | 1        | 1        | 0        |          |          |
| 2004/2005    | HC Vítkovice             | ČHL          | 26  | 7             | 9             | 16            | 18            | —             | —  | —        | —        | —        |          |          |
| 2004/2005    | HC Lasselsberger Plzeň   | ČHL          | 24  | 6             | 13            | 19            | 12            | —             | —  | —        | —        | —        |          |          |
| 2005/2006    | HC Lasselsberger Plzeň   | ČHL          | 34  | 9             | 18            | 27            | 30            | —             | —  | —        | —        | —        |          |          |
| 2005/2006    | Malmö IF                 | HAll.        | 10  | 5             | 5             | 10            | 6             | 9             | 2  | 6        | 8        | 8        |          |          |
| 2006/2007    | Malmö IF                 | SEL          | 30  | 1             | 8             | 9             | 22            | —             | —  | —        | —        | —        |          |          |
| 2006/2007    | HPK Hämeenlinna          | SM-l         | 22  | 7             | 10            | 17            | 2             | 8             | 1  | 5        | 6        | 6        |          |          |
| 2007/2008    | Grizzly Adams Wolfsburg  | DEL          | 24  | 1             | 6             | 7             | 22            | —             | —  | —        | —        | —        |          |          |
| 2007/2008    | HC Oceláři Třinec        | ČHL          | 26  | 4             | 5             | 9             | 34            | 8             | 2  | 1        | 3        | 12       |          |          |
| 2008/2009    | HC Oceláři Třinec        | ČHL          | 52  | 9             | 15            | 24            | 62            | 5             | 0  | 1        | 1        | 2        |          |          |
| 2009/2010    | HC Havířov Panthers      | 1.ČHL        | 15  | 3             | 9             | 12            | 6             | —             | —  | —        | —        | —        |          |          |
| 2009/2010    | Hokej Šumperk 2003       | 1.ČHL        | 7   | 2             | 5             | 7             | 8             | —             | —  | —        | —        | —        |          |          |
| 2009/2010    | MHk 32 Liptovský Mikuláš | SHL          | 11  | 2             | 13            | 15            | 8             | —             | —  | —        | —        | —        |          |          |
| 2010/2011    | HK Ardo Nitra            | SHL          | 11  | 0             | 3             | 3             | 4             | —             | —  | —        | —        | —        |          |          |
| 2010/2011    | HC Plus Oil Orlová       | 2.ČHL        | 26  | 12            | 19            | 31            | 36            | 9             | 3  | 5        | 8        | 4        |          |          |
| 2011/2012    | HC Baník Karviná         | 2.ČHL        | 40  | 23            | 34            | 57            | 38            | 11            | 4  | 5        | 9        | 16       |          |          |
| 2012/2013    | HC Baník Karviná         | 2.ČHL        | 34  | 9             | 18            | 27            | 40            | 8             | 3  | 3        | 6        | 34       |          |          |
| Celkem v ČHL | Celkem v ČHL             | Celkem v ČHL | 547 | 179           | 249           | 428           | 408           | 77            | 29 | 36       | 71       | 34       |          |          |

## Reprezentace
| Rok                       | Tým                       | Soutěž                    | Z  | G | A  | B  | TM |
| ------------------------- | ------------------------- | ------------------------- | -- | - | -- | -- | -- |
| 1997                      | Česko                     | MS                        | 9  | 0 | 1  | 1  | 4  |
| 1998                      | Česko                     | OH                        | 6  | 0 | 1  | 1  | 2  |
| 1998                      | Česko                     | MS                        | 8  | 1 | 2  | 3  | 14 |
| 1999                      | Česko                     | MS                        | 10 | 0 | 0  | 0  | 8  |
| 2001                      | Česko                     | MS                        | 9  | 3 | 4  | 7  | 6  |
| 2002                      | Česko                     | MS                        | 7  | 1 | 2  | 3  | 2  |
| Seniorská kariéra celkově | Seniorská kariéra celkově | Seniorská kariéra celkově | 49 | 5 | 10 | 15 | 36 |